# Lijst van residenten van Nieuw-Guinea
Dit is een lijst van residenten van Nieuw-Guinea tijdens de Nederlandse kolonisatie.
Nederlands-Indië werd tot 1942 ingedeeld in verscheidene residenties met aan het hoofd een resident. In onderstaande opsomming worden de verschillende residenties en hun residenten door de jaren heen genoemd. Sommige residenties zijn door de jaren heen verdwenen of juist ontstaan, dit zal bij de residentie worden vermeld. De ontslagdata kloppen niet helemaal, het duurde toen enige weken voordat er een nieuwe resident werd aangesteld.
| vóór 1920 bij Ternate     | vóór 1920 bij Ternate | vóór 1920 bij Ternate |
| resident van Nieuw-Guinea | van                   | tot                   |
| ------------------------- | --------------------- | --------------------- |
| C. Lulofs                 | 1 april 1920          | 6 maart 1922          |
| C. Poortman               | 6 maart 1922          | 1924                  |
| 1924 opgeheven            |                       |                       |